# SimulationX

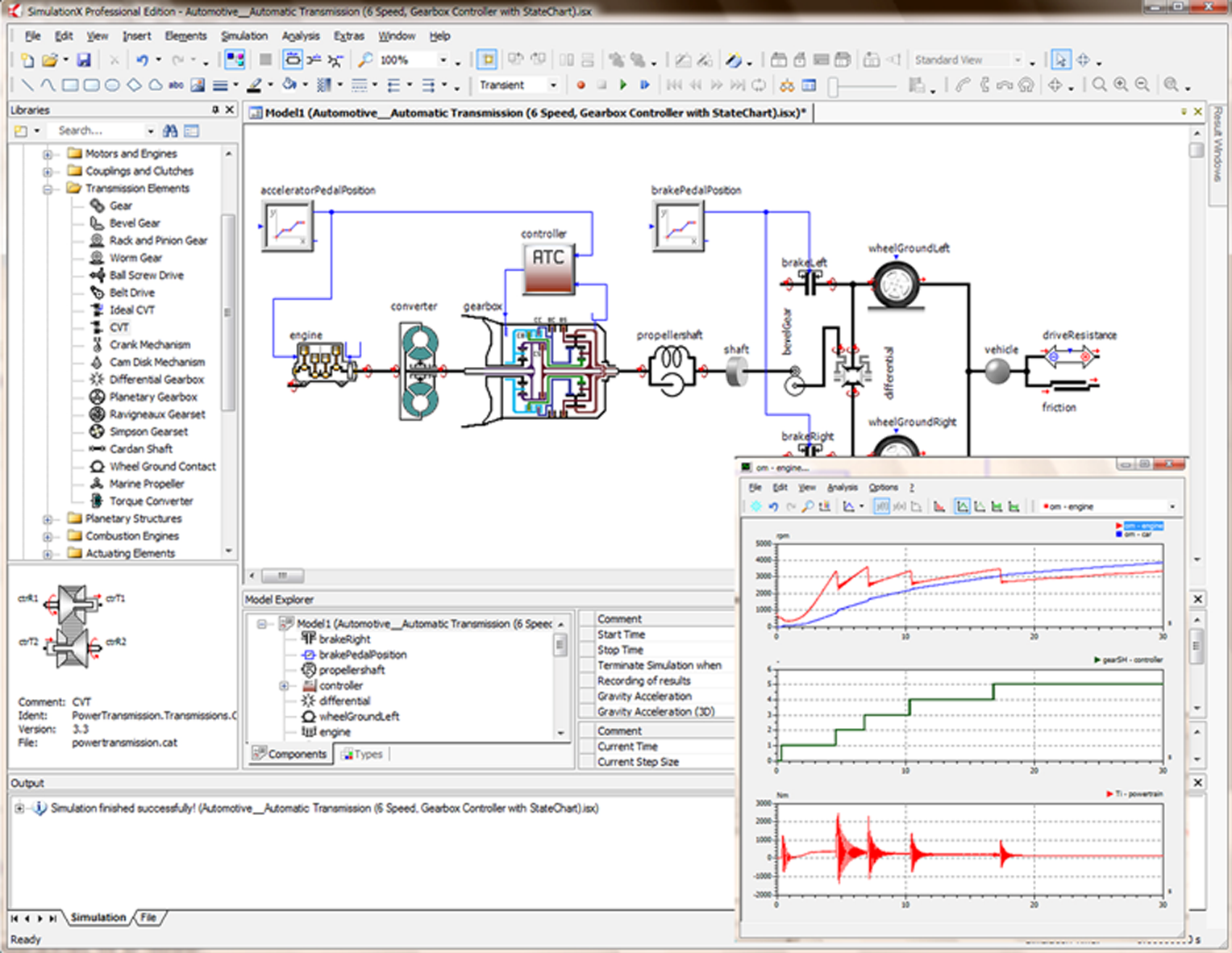

SimulationX je CAE-software pro simulace fyzikálních systémů a technických zařízení v řadě oborů, je vyvinutý a komerčně provozovaný společností ESI ITI GmbH z Drážďan v Německu. Vědci a inženýři z oblasti průmyslu a vzdělávání využívají tento software ve výpočtech, analýzách a virtuálních testech komplexních mechatronických systémů. Tento software modeluje na jedné platformě účinky různých komponent z řady oborů a zároveň zohledňuje jejich vzájemná působení a zpětné vazby. Jako odpověď na stoupající poptávku na systémové simulace zavedla firma ITI v roce 2000 následníka programu ITI-SIM, software SimulationX. Jednou z hlavních oblastí jeho využití je analýza stacionárních větvených pohonů, za jejíž řešení byla firma ITI v roce 2006 vyznamenána cenou AEI Tech Award „Top Product of Powertrain Simulation“. Aktuální verze SimulationX 3.4 byla představena v červnu 2010..

## Podnik
SimulationX je software vyvinutý firmou ESI ITI GmbH. V oblasti virtuálních inženýrských systémů jsou její hlavní aktivity ve vývoji standardních software, konzultační, inženýrské a programátorské činnosti. Hlavní sídlo firmy ITI je v Drážďanech v Německu. Podnik má celosvětovou působnost s rozsáhlou sítí dceřiných společností a distributorů. Uplatnění má software SimulationX nejen ve výuce, ale také ve výrobních podnicích, zejména v oblasti automobilového průmyslu, letectví, energetického průmyslu, strojírenství, loďařství, hornictví, ropného a plynárenského průmyslu, přesné mechaniky a v oblasti kolejové dopravy. Kromě toho má software mnohostranné použití i ve vědě a výzkumu.

## Oblasti a knihovny
Software podporuje funkce Windows a disponuje množstvím předdefinovaných elementů a připravených knihoven z různých fyzikálních oblastí. Tyto knihovny klasifikují modely podle jejich fyzikálních a užitných vlastností. K dispozici je více než 500 připravených modelů pro více než 11 oblastí využití. Funkce „drag and drop“ zjednodušuje a urychluje proces vytváření modelů. Hydraulické, pneumatické a elektrické pohony stejně jako řídící prvky lze ve víceprvkových systémech integrovat do téhož modelu. V průběhu výpočtu lze chování celého systému pozorovat a analyzovat a parametry mohou být online upravovány. Mezi uživateli po celém světě je software SimulationX znám svým uživatelsky příjemným grafickým prostředím, které umožňuje intuitivní a precizní vytváření komplexních modelů.
SimulationX-knihovny disponují:
- Signálními členy: všeobecné signální prvky, zdroje signálu, lineární signální prvky, nelineární signální prvky, signální prvky diskrétní, zvláštní signální prvky, přepínače,
- Mechanika: mechanika 1D (rotace, posuv), vícehmotová mechanika, CAD import přes STL,
- Pohony: motory, spojky, převody, planetová ústrojí,
- Elektrotechnická konstrukce a elektronika: elektronika (analogová), magnetismus, elektromotory, krokové motory,
- Hydraulika a termodynamika: hydraulika (tlaková potrubí, nádoby, objemy, diferenční válce, škrcení, ventily, hydromotory, konstantní a proměnné), pneumatika (plyny a směsi), teplo-Fluid (jednofázové s kapalinami a plyny, dvoufázové s chladicími prostředky, chladicí přístroje, NIST, voda, vlhký vzduch, směsi plynů)
- Speciální: Subsea knihovny: Subsea hydraulika, Subsea elektrotechnika, Offshore Handling[5]

## Modelica
SimulationX podporuje jazyk Modelica pro modelování a umožňuje provádět simulace vlastních (sub)reálných modelů. Umožňuje provádět simulace modelů ze standardních knihoven softwaru Modelica nebo i z jiných programů založených na jazyku Modelica.

## Rozhraní
SimulationX disponuje otevřenými obsáhlými CAx-rozhraními k jiným programům různých využití, např..:
- CAE
- CAD (SolidWorks, PTC Pro/Engineer, Autodesk Inventor)
- CAM, počítačová optimalizace (např. Isight, modeFRONTIER, OptiY)
- FEA/FEM
- CFD

Co-Simulation poskytuje obecná rozhraní pro napojení SimulationX k jiným CAE-prostředků s předdefinovanou nadstavbou pro speciální realizace. (MSC.Adams, Simpack, MATLAB/Simulink, Fluent, Cadmould etc.). Tato spojení umožňují přenos dat mezi těmito prostředky a simulačním software. Dále jsou k dispozici nástroje pro komplexní strukturovanou a systémovou analýzu (výpočet rovnováhy, vlastních frekvencí, tvarů kmitů, vstupní a výstupní analýza). OM-rozhraní umožňuje komunikaci mezi SimulationX a jinými aplikacemi Windows pro uživatelem definované Batch-průběhy, Embedded simulaci, rozbory parametrů a optimalizace.
Code Export-Features podporují C-Code-generování pro bezprostřední integraci modelů, Hardware-in-the-Loop (HiL)-aplikací a Rapid Control Prototyping, Functional Mock-up Virtual Machine. Inženýři a vědci mohou pracovat s množstvím integrovaných nástrojů ve všech stupních systematického konstrukčního procesu. Spojením SimulationX s testovacími a simulačními platformami v reálném čase jako jsou LabVIEW, NI VeriStand, dSPACE, a SCALE-RT stoupá produktivita konstrukčního cyklu a značně se zkracuje čas zavedení výrobku do výroby..

## Externí vazby
- Website ESI ITI GmbH, (vyvíjí SimulationX).
- Textbook Dynamics of Machinery, Dresig, Hans, Holzweißig, Franz, 2010, With CD-ROM., ISBN 978-3-540-89939-6.
- Modelica Association, Website of non-profit Modelica Association (vyvíjí Modelica).